# Senillosa
Senillosa är en ort i Argentina.   Den ligger i provinsen Neuquén, i den sydvästra delen av landet, 1 000 km sydväst om huvudstaden Buenos Aires. Senillosa ligger 290 meter över havet och antalet invånare är 6 394.
Terrängen runt Senillosa är platt. Närmaste större samhälle är Plottier, 16,2 km öster om Senillosa.
Omgivningarna runt Senillosa är i huvudsak ett öppet busklandskap. Trakten runt Senillosa är nära nog obefolkad, med mindre än två invånare per kvadratkilometer.